# شهرستان جیانشی
شهرستان جیانشی (به لاتین: Jianshi County) یک منطقهٔ مسکونی در چین است که در ولایت خودمختار انشی توجیا و میائو واقع شده‌است. شهرستان جیانشی ۲٬۶۶۶ کیلومتر مربع مساحت و ۵۱۰٬۰۰۰ نفر جمعیت دارد.